# Metrô Linha 743
Metrô Linha 743 foi o décimo segundo álbum de estúdio do cantor e compositor brasileiro Raul Seixas, lançado em julho de 1984 pela gravadora Som Livre, com gravações realizadas entre janeiro e abril de 1984 na Sigla, em São Paulo e no Rio de Janeiro, e com distribuição pela RCA Victor. O disco representou a volta do cantor baiano a uma grande gravadora, após ter lançado Raul Seixas, no ano anterior, com grande sucesso de público e crítica, pelo pequeno selo paulista Gravadora Eldorado.
O álbum foi bem recebido pela crítica especializada, mas as suas vendagens - por diversas razões - ficaram aquém das expectativas do artista e da gravadora, levando ao término do seu contrato. Com as dificuldades para agenciar shows que Raul passou a experimentar com o agravamento de sua doença e dos seus problemas com álcool e drogas - além da separação de sua mulher, Kika Seixas -, ele pararia completamente de fazer shows em dezembro de 1985, ficando em uma espécie de ostracismo.

## Antecedentes
No decorrer de 1983, Raul Seixas acabaria assinando um contrato com a Som Livre, gravadora do grupo dono da Rede Globo, em virtude do sucesso de seu álbum lançado naquele ano - que rendeu o segundo disco de ouro ao cantor - e da proximidade adquirida com o grupo. A divulgação do álbum anterior acabou se beneficiando do lançamento do musical infantil da Globo que trazia "Carimbador Maluco" como uma das principais faixas, além da participação de Raul cantando a música caracterizado como o personagem título. Mais ainda, em dezembro, Raul apresentou-se, no especial de Natal da emissora, no estádio do Maracanã, em companhia da Turma do Balão Mágico e dos Trapalhões, cantando esta canção; e a canção Coração Noturno fez parte da trilha sonora da novela Louco Amor. Assim, essa proximidade tornou natural a assinatura do contrato com a grande gravadora carioca.

## Gravação, produção e conceito
As gravações iniciaram-se em janeiro de 1984, dividindo-se nos estúdios paulistas e cariocas da Sigla, e transcorreram com diversas pausas para shows do cantor baiano - como no Festival de Águas Claras daquele ano - e uma viagem à Nova Iorque - "viagem de pesquisa", segundo o artista, que durou cerca de um mês. As canções tinham começado a ser compostas logo após a finalização do trabalho anterior e estavam praticamente prontas quando os trabalhos em estúdio começaram. A demora de 4 meses para realizar o disco foi motivo de cobranças da gravadora, bem como o custo total do álbum (80 milhões de cruzeiros). O cantor justificou o valor e a demora dizendo que foi difícil conseguir a simplicidade que ele queria nos arranjos e no disco. Assim, paradoxalmente, o álbum ficou simples e caro. Outro problema que o cantor experimentou e que impactou na demora da produção foi a não liberação da canção "Mamãe Eu Não Queria", vetada pela censura para execução pública (shows e reprodução no rádio ou na TV), mesmo após recurso da gravadora.
Raul assumiu não só a concepção musical, como também a visual. Em entrevistas, o cantor dizia que buscou um álbum conceitual, não só nas faixas musicais, mas também no projeto gráfico do disco - todo em preto e branco -, o que remeteria não só a Alfred Hitchcock, como também aos anos 50. Por isso, a escolha de fotos em preto e branco de diversos momentos da carreira de Raul - cedidas pelo seu fã-clube Raul Rock Club - para adornar o encarte. Além do mais, o título remetia ao ano em que Raul sofreu com a censura e foi convidado a sair do país, 1974. E o próprio ano de lançamento do álbum - bem como a letra da canção título - fazia referência à obra de George Orwell, Nineteen Eighty-Four.

## Resenha musical
O álbum inicia com o maior sucesso do disco, "Metrô Linha 743", que, com uma letra grande e falada foi comparada à "Ouro de Tolo" - de Raul - e "Highway 61 Revisited" - de Bob Dylan. Foi considerada até, por pesquisadores, como uma das precursoras do rap em terras nacionais. Era tida, também, como canção natural a ser trabalhada através de um compacto, mas o álbum acabaria não sendo divulgado pela gravadora. Segue-se "Um Messias Indeciso" que foi tida por Raul como "a sua cara". "Meu Piano" é uma canção derivativa, uma brincadeira com um piano fora de lugar, que ficou conhecida na época por conter "o solo mais caro do Brasil", no qual o músico Clive Stevens recebeu 3 mil dólares para fazer um solo de sax. Depois temos "Quero Ser o Homem que Sou (Dizendo a Verdade)", uma brincadeira com humor inteligente e uma ótima guitarra slide de Rick. "Canção do Vento" fala de mudanças: da tradição que deve ser mudada e dos anseios por mudança da juventude.
"Mamãe Eu não Queria" foi considerada um "clássico da insubordinação", indo direto ao ponto "como as grandes criações do pop", com a interpretação correta de Raul, com a "voz rasgada e dilacerada". Esta canção foi inspirada em "I Don't Wanna Be a Soldier Mama", de John Lennon, lançada no disco Imagine, de 1971. Segue-se "Mas I Love You", canção em homenagem a sua mulher, Kika Seixas, e o único momento romântico do disco, tida como uma obra-prima por Escobar. "Eu Sou Egoísta" é a regravação de uma canção do disco Novo Aeon, de 1975, com mixagem à moda antiga - com instrumentos de um lado e vocal do outro - e citações ao final de Dylan, Caetano Veloso e Lennon. Outra regravação é "O Trem das Sete" - originalmente do álbum Gita - com um coro masculino, considerado como outra referência a Caetano por alguns e como brega por outros. O disco encerra com "A Geração da Luz", única faixa com bastantes instrumentos de sopro e que foi parte da trilha sonora do especial musical da Rede Globo Plunct, Plact, Zuuum... 2, lançado em março do mesmo ano.

## Recepção

### Lançamento
O álbum foi lançado em julho de 1984 pela Som Livre, mas, apesar da quantidade de dinheiro investida e da qualidade do trabalho, as vendas decepcionaram o cantor e a gravadora. O cantor atribuiu as dificuldades à falta de divulgação por parte da gravadora e ao lançamento concomitante de Ao Vivo - Único e Exclusivo por sua antiga gravadora, a Gravadora Eldorado. O artista alegava que a sua gravadora não lançou nenhum compacto para promover o disco e que não quis gravar um clipe musical, segundo as suas intenções. Também, responsabilizava a Eldorado por ter lançado um disco ao vivo no mesmo mês em que saiu o seu álbum de estúdio pela gravadora carioca. A canção "A Geração da Luz" fez parte da trilha sonora de Plunct, Plact, Zuuum... 2, sequência do musical de sucesso do ano anterior - que também contava com uma canção de Raul Seixas - sem, entretanto, repetir o sucesso.

### Fortuna crítica
| Críticas profissionais  | Críticas profissionais |
| Avaliações da crítica   | Avaliações da crítica  |
| Fonte                   | Avaliação              |
| ----------------------- | ---------------------- |
| Folha de S.Paulo (1984) | Favorável              |
| Jornal do Brasil (1984) | Favorável              |
| O Globo (1984)          | Favorável              |
| ISTOÉ (1984)            | Favorável              |

O álbum foi bem recebido pela crítica especializada na época do seu lançamento, tendo sido considerado um álbum sóbrio e bem realizado, trazendo Raul Seixas mais maduro e, portanto, sem os rompantes da juventude. Continuava a "fase família" do cantor, iniciada no disco anterior: entrevistas realizadas na sua casa, sempre a presença de sua mulher - Kika Seixas - e de sua filha, e sempre a afirmação de que estava vivendo uma nova fase madura e sóbria. Novamente, assim, participou do musical infantil da Rede Globo que ocorreu em março daquele ano. Continuava, também, a apresentar-se como um "roqueiro clássico" em oposição aos artistas do novo rock brasileiro, o BRock. Assim, fazia gozações com o que via como a falsidade de tais grupos e a sua natureza midiática, negando a existência de um verdadeiro "movimento de rock". Raul seria, assim, um representante do "verdadeiro rock" que não se deixava dobrar pelas novas modas, como a new wave.
Pepe Escobar, escrevendo para a Folha de S.Paulo, faz uma crítica positiva ao álbum. Compara os esforços de Raul com aqueles de Leonard Cohen, Bob Dylan e Paul Simon, dizendo que Raul "recupera uma certa memória musical e a adequa ao novo contexto da época". Elogia a lucidez do cantor baiano e as suas letras que, segundo ele, contêm angústias existenciais, inteligência política e um misticismo acessível, sem doutrinação. Jamari França também elogiou o disco, especialmente a sua simplicidade. O crítico do Jornal do Brasil diz que a forma musical básica da música popular (guitarra, baixo e bateria) é mais apropriada para Raul, chamando o compositor baiano de "decano dos nossos roqueiros", "lenda viva", "nosso Elvis", "nosso James Dean" e a "encarnação brasileira mais perfeita do espírito da geração beatnik". No Globo, Antônio Mafra, ressaltou a simplicidade do disco, contrastando com seu alto custo.

### Relançamentos
O álbum foi alvo de diversos relançamentos em LP, fita cassete e CD nos anos subsequentes. Digno de nota é o relançamento em CD feito em 2003, por ocasião dos 20 anos do lançamento original. Esta versão conta com uma faixa bônus intitulada "Anarkilópolis (Cowboy Fora-da-Lei nº 2)" e que é, na verdade, uma versão embrionária de "Cowboy Fora da Lei", grande sucesso do cantor que seria lançado em 1987, no disco Uah-Bap-Lu-Bap-Lah-Béin-Bum!.

## Faixas
| Lado A         |                                                 |                                             |         |  |
| N.º            | Título                                          | Compositor(es)                              | Duração |  |
| 1.             | "Metrô Linha 743"                               | Raul Seixas                                 | 2:45    |  |
| 2.             | "Um Messias Indeciso"                           | Raul Seixas - Kika Seixas                   | 4:54    |  |
| 3.             | "Meu Piano"                                     | Raul Seixas - Kika Seixas - Cláudio Roberto | 3:24    |  |
| 4.             | "Quero Ser o Homem que Sou (Dizendo a Verdade)" | Raul Seixas - Kika Seixas - Adilson Simeoni | 4:38    |  |
| 5.             | "Canção do Vento"                               | Raul Seixas - Kika Seixas                   | 2:48    |  |
| Duração total: | Duração total:                                  | Duração total:                              | 18:29   |  |

| Lado B         |                                  |                             |         |  |
| N.º            | Título                           | Compositor(es)              | Duração |  |
| 1.             | "Mamãe Eu Não Queria"            | Raul Seixas                 | 4:11    |  |
| 2.             | "Mas I Love You (Pra Ser Feliz)" | Raul Seixas - Rick Ferreira | 3:38    |  |
| 3.             | "Eu Sou Egoísta"                 | Raul Seixas - Marcelo Motta | 3:03    |  |
| 4.             | "O Trem das Sete"                | Raul Seixas                 | 3:14    |  |
| 5.             | "A Geração da Luz"               | Raul Seixas - Kika Seixas   | 2:55    |  |
| Duração total: | Duração total:                   | Duração total:              | 17:01   |  |

| Faixa bônus |                                           |                                               |         |  |
| N.º         | Título                                    | Compositor(es)                                | Duração |  |
| 1.          | "Anarkilópolis (Cowboy Fora-da-Lei nº 2)" | Raul Seixas - Cláudio Roberto - Sylvio Passos | 3:27    |  |

## Créditos
Créditos dados pelo Discogs.

### Músicos
- Vocais: Ana Lúcia Heringer, Cecília Spyer, Nina Pancevski, Jairo Lara, Wilson Nunes, Heleno Marques, Marisa Fossa, Pedro Baldanza, Ronaldo Barcellos, Rick Ferreira, Gastão Lamounier e Raul Seixas
- Piano: Chiquinho de Moraes (faixas 3, 4 e 10) e Rick Ferreira (7 e 9)
- Teclados: Ricardo Cristaldi
- Guitarra, pedal steel e violão: Rick Ferreira
- Baixo: Paulo César Barros e Pedro Baldanza (faixas 7 e 9)
- Trompetes: Márcio Montarroyos - Bidinho Spínola - Evaldo Gomes Fonseca
- Trombone: Ed Maciel
- Saxofone: Clive Stevens (faixa 3), Léo Gandelman e Zé Carlos Bigorna
- Bateria: Ivan Conti (Mamão), Teo Lima (faixa 7) e Jurim Moreira (faixa 8)